# Стогній Олег Анатолійович
Оле́г Анато́лійович Стогні́й (нар. 27 червня 1976, Ромни, Сумська область, УРСР, СРСР) ― український політик, чинний голова Роменської міської територіальної громади з 4 грудня 2020 року.

## Життєпис
Народився 27 червня 1976 року в Ромнах. З 1995 до 1996 служив у лавах військ протиповітряної оборони Збройних сил України, потім став працювати слюсарем зовнішніх трубопроводів в нафтогазовидобувному управлінні. З 1 серпня 2014 року до 29 вересня 2015 року Олег Стогній служив у зоні АТО. У період з 2012 до 2020 року обіймав посаду голови квартального комітету № 15 в Ромнах.
З 17 грудня 2015 року до 19 грудня 2018 року він обіймав посаду директора комунального підприємства «Комбінат комунальних підприємств» РМР. 2017 року закінчив Сумський національний аграрний університет за спеціальністю «Агроінженерія». З 27 квітня 2019 року до 31 серпня 2020 року працював бригадиром у ТОВ «Завод Кобзаренка».
2020 року Стогній висунув свою кандидатуру від проросійської партії «Наш край» на посаду Роменського міського голови. Він здобув перемогу на виборах, отримавши 31,05 % голосів і випередивши свого найближчого опонента Валерія Білоху на 173 голоси.

## Розслідування
22 грудня 2023 року Стогній на робочому місці під час суперечки про службову діяльність кілька разів ударив секретаря ради депутата В'ячеслава Губаря. У серпні 2024 року правоохоронці оголосили Стогнію про підозру.
У січні 2024 року Стогній і начальник РВА Денис Ващенко влаштували бійку через вазони для квітів.